# Веттсвіль-ам-Альбіс
Веттсвіль-ам-Альбіс (нім. Wettswil am Albis) — громада  в Швейцарії в кантоні Цюрих, округ Аффольтерн.

## Географія
Громада розташована на відстані близько 90 км на північний схід від Берна, 7 км на південний захід від Цюриха.
Веттсвіль-ам-Альбіс має площу 3,8 км², з яких на 41,1% дозволяється будівництво (житлове та будівництво доріг), 34,1% використовуються в сільськогосподарських цілях, 20,5% зайнято лісами, 4,3% не є продуктивними (річки, льодовики або гори).

## Демографія
2019 року в громаді мешкало 5240 осіб (+16% порівняно з 2010 роком), іноземців було 17,1%. Густота населення становила 1390 осіб/км².
За віковим діапазоном населення розподілялося таким чином: 23,5% — особи молодші 20 років, 56,3% — особи у віці 20—64 років, 20,2% — особи у віці 65 років та старші. Було 2163 помешкань (у середньому 2,4 особи в помешканні).
Із загальної кількості 1302 працюючих 15 було зайнятих в первинному секторі, 452 — в обробній промисловості, 835 — в галузі послуг.